# Журавиця (гміна)
Гміна Журавиця (пол. Gmina Żurawica) — сільська гміна у східній Польщі. Належить до Перемишльського повіту Підкарпатського воєводства.
Станом на 31 грудня 2011 у гміні проживало 12865 осіб.

## Площа
Згідно з даними за 2007 рік площа гміни становила 95.37 км², у тому числі:
- орні землі: 78.00%
- ліси: 11.00%

Таким чином, площа гміни становить 7.86% площі повіту.

## Населення
Станом на 31 грудня 2011:
| Опис     | Загалом | Загалом | Чоловіки | Чоловіки | Жінки | Жінки |
| -------- | ------- | ------- | -------- | -------- | ----- | ----- |
| одиниця  | осіб    | %       | осіб     | %        | осіб  | %     |
| все      | 12865   | 100     | 6414     | 49.86    | 6451  | 50.14 |
| міське   | 0       | 100     | 0        |          | 0     |       |
| сільське | 12865   | 100     | 6414     | 49.86    | 6451  | 50.14 |

## Населені пункти
- Батичі
- Болестрашичі
- Бушковичі
- Бушковички
- Вишатичі
- Косеничі
- Мацьковичі
- Оріхівці
- Журавиця (з присілками Бараки, Бажантарня і Парцеляція)

## Історія
Об'єднана сільська гміна Журавиця утворена в Перемишльському повіті Львівського воєводства 1 серпня 1934 року з дотогочасних гмін сіл:
- Болестрашичі
- Бушковичі
- Бушковички
- Вовче
- Вишатичі
- Журавиця

Після війни українське населення вивезено до СРСР та на понімецькі землі.

## Сусідні гміни
Гміна Журавиця межує з такими гмінами: Медика, Орли, Перемишль, Рокитниця, Стубно.

## Видатні люди
- Домарадський Андрій Васильович - підполковник Армії УНР.
- Станіслав Оріховський — письменник, оратор, публіцист, філософ, історик, полеміст, гуманіст.